# Viktor Szilágyi
Viktor Szilágyi (ur. 16 września 1978 w Budapeszcie) – piłkarz ręczny, urodzony na Węgrzech, wielokrotny reprezentant Austrii, występuje na pozycji lewego bądź środkowego rozgrywającego. Od sezonu 2012/13 występuje w Bundeslidze, w drużynie Bergischer HC.

## Sukcesy
- 2006, 2007, 2008:  mistrzostwo Niemiec
- 2012:  wicemistrzostwo Niemiec
- 2007, 2008:  puchar Niemiec
- 2005, 2007:  superpuchar Niemiec
- 2005, 2009:  puchar EHF
- 2007:  zwycięstwo w Lidze Mistrzów EHF
- 2008:  finalista Ligi Mistrzów EHF
- 2010, 2012:  puchar Zdobywców Pucharów

## Wyróżnienia
- 2008: najlepszy piłkarz ręczny roku w Austrii